# Steinchisma decipiens
Steinchisma decipiens är en gräsart som först beskrevs av Christian Gottfried Daniel Nees von Esenbeck och Carl Bernhard von Trinius, och fick sitt nu gällande namn av Walter Varian Brown. Steinchisma decipiens ingår i släktet Steinchisma och familjen gräs. Inga underarter finns listade i Catalogue of Life.